# Juan-José Catriel
Juan-José Catriel, né en 1838 à Colonia Nievas (es) et mort en 1910 à Olavarría, est un cacique chilien.

## Biographie
Il succède en 1865 à son père Juan Catriel el Joven (es) et mène la lutte contre les troupes de Salvador Maldonado (1876) mais est battu en 1878. 
Une ville du Chili (Catriel (en)) a été baptisée en son honneur. 
Jules Verne le mentionne dans son roman Les Enfants du capitaine Grant (partie 1, chapitre XX).